# Mokřad
Mokřad je samostatný ekosystém, který je zaplaven nebo nasycen vodou, a to buď trvale (po léta nebo desetiletí), nebo sezónně (po týdny nebo měsíce). Při zaplavení převládají bezkyslíkaté (anaerobní) procesy, zejména v půdě. Hlavním faktorem, který mokřady odlišuje od suchozemských forem půdy nebo vodních ploch, je charakteristická vegetace vodních rostlin, přizpůsobená jedinečným anaerobním hydrickým půdám. Mokřady jsou považovány za jedny z biologicky nejrozmanitějších ekosystémů, které slouží jako domov široké škále rostlinných a živočišných druhů. Pro mnoho oblastí světa byly vyvinuty metody hodnocení funkcí mokřadů, jejich ekologického zdraví a celkového stavu. Tyto metody přispěly k ochraně mokřadů částečně tím, že zvýšily povědomí veřejnosti o funkcích, které některé mokřady plní.
Mokřady se přirozeně vyskytují na všech kontinentech. Voda v mokřadech je buď sladkovodní, brakická, nebo slaná. Hlavní typy mokřadů se klasifikují na základě převládajících rostlin a/nebo zdroje vody. Například močály jsou mokřady, v nichž převládá tvrdá vegetace, jako je rákos, ocún a ostřice; bažiny jsou mokřady, v nichž převládá dřevinná vegetace, jako jsou stromy a keře (ačkoli v Evropě převládá rákos, nikoli stromy). Příklady mokřadů klasifikovaných podle zdroje vody: přílivové mokřady (oceánský příliv), estuáry (smíšené přílivové a říční vody), záplavové oblasti (přebytečná voda z rozvodněných řek nebo jezer), prameniště, průsaky a slatiniště (podzemní voda vytéká na povrch), rašeliniště a efemerní (jarní) tůně (srážková voda nebo voda z tání). V některé mokřadech se nachází více typů rostlin a jsou napájeny více zdroji vody, což znesnadňuje jejich klasifikaci. Mezi největší mokřady světa patří povodí Amazonky, Západosibiřská rovina, Pantanal v Jižní Americe a Sundarbans v deltě Gangy a Brahmaputry.
Mokřady plní řadu funkcí, z nichž má člověk užitek. Nazývají se ekosystémové služby a patří mezi ně čištění vody, doplňování zásob podzemní vody, stabilizace pobřeží a ochrana před bouřemi, zadržování vody a ochrana před povodněmi, zpracování uhlíku (fixace, rozklad a ukládání uhlíku), dalších živin a znečišťujících látek a podpora rostlin a živočichů. Mokřady jsou zásobárnou biologické rozmanitosti a poskytují mokřadní produkty. Podle Hodnocení ekosystémů k miléniu tisíciletí OSN jsou mokřady postiženy zhoršováním životního prostředí více než kterýkoli jiný ekosystém na Zemi a jedná se o světově nejohroženější ekosystém. Mokřady mohou být významnými zdroji i propady uhlíku, v závislosti na konkrétním mokřadu, a proto budou hrát důležitou roli při globálním oteplování a je třeba je zohlednit při pokusech o zmírňování změny klimatu. Některé mokřady jsou však významným zdrojem emisí metanu a některé jsou také emitenty oxidu dusného. Kořenové čistírny odpadních vod (vybudované mokřady) se navrhují a budují za účelem čištění komunálních a průmyslových odpadních vod a také k odvádění dešťových vod. Vybudované mokřady mohou hrát roli také při navrhování městských staveb citlivých k vodě.

## Název
Termín mokřad pochází od Jana Květa z Botanického ústavu Akademie věd a z Jihočeské univerzity, který jej v této formě zavedl v 70. letech 20. století jako český ekvivalent k anglickému pojmu wetland. Samotný výraz je staršího původu, označoval mokré, nevysychající nebo jen dočasně vysychající místo.

## Definice mokřadu
Podle definice mokřadů, která byla stanovena pro účely tzv. Ramsarské úmluvy, se jedná o „...území s močály, slatinami, rašeliništi a vodami přirozenými nebo umělými, trvalými nebo dočasnými, stojatými i tekoucími, sladkými, brakickými nebo slanými, včetně území s mořskou vodou, jejíž hloubka při odlivu nepřesahuje 6 metrů“.
Ministerstvo životního prostředí (České republiky) pak doplňuje že „pro potřeby České republiky se mokřadem rozumí zejména: rašeliniště a slatiniště, rybníky, soustavy rybníků, lužní lesy, nivy řek, mrtvá ramena, tůně, zaplavované nebo mokré louky, rákosiny, ostřicové louky, prameny, prameniště, toky a jejich úseky, jiné vodní a bažinné biotopy, údolní nádrže, zatopené lomy, štěrkovny, pískovny, horská jezera, slaniska“.
Takto široké pojetí umožňuje mezinárodní ochranu velkého rozsahu biotopů a ekosystémů, pro vědecké účely však není vhodné. Používají se spíše funkční definice. Např. definice používaná federální organizací U. S. Fish and Wildlife Service, podle které je mokřad „území na přechodu mezi suchozemskými a vodními systémy, kde leží vodní hladina obvykle mělce pod povrchem nebo při povrchu anebo mírně nad úrovní podkladu (dna či půdního povrchu)“, nebo definice, kterou předložil Keddy (2000), ta mokřad specifikuje jako „ekosystém, který vzniká, když v důsledku zaplavení vodou v půdě převažují anaerobní procesy, což vyvolává vznik adaptací živých organismů (převážně rostlin) k zaplavení“.
Ačkoli jsou mokřady dosti různorodé ekosystémy, všechny mají jeden společný rys: je pro ně typická vyšší hladina povrchové nebo podpovrchové vody.

## Typy mokřadů
- Bažina – též močál, obecněji zamokřené bažinaté území
- Rašeliniště – místa, kde se vytváří rašelina
  - Vrchoviště – s nepropustným podložím zásobené srážkami
  - Slatiniště – zásobené podzemní vodou
- Slanisko – mokřad s vyšším obsahem solí (z mořské vody nebo z minerálních pramenů)
- Mangrovy – v místech s brakickou vodou, tedy kde se mísí mořská a sladká voda

## Význam mokřadů

### Z hlediska biodiverzity
Biologická rozmanitost mokřadů je dána specifickými podmínkami, které zde panují. K těmto podmínkám patří určitá dynamická nestabilita, dlouhodobé bezlesí, a zároveň obtížná dostupnost pro spásače a predátory. Poskytují životní prostor rostlinám a živočichům, kteří by bez mokřadů vyhynuli, a často zde nalezneme druhy, které jsou nyní vzácné právě vinou výrazného úbytku těchto biotopů v přírodě. Zbytky mokřadů tak představují důležitá útočiště v krajině plné pustých polí a monokulturních lesů.
Jak vyplývá z plného názvu Ramsarské úmluvy, mokřady hrají důležitou roli v životních cyklech migrujících ptáků, a těší se tak velkému zájmu ornitologů. Ačkoli představují mokřadní oblasti jen malou část rozlohy naší krajiny, ptačí druhy, které se zde vyskytují, tvoří celých 30 % všech v Česku hnízdících ptáků. Řada z těchto druhů není vůči znečištění a změnám životního prostředí citlivá, jiné druhy se mu ale přizpůsobit neumí. Mezi druhy avifauny ohrožené destrukcí mokřadních biotopů patří například: čírka obecná a modrá, lžičák pestrý, břehouš černoocasý, koliha velká, nebo vodouš rudonohý, kteří jsou vázáni na biotopy zaplavovaných luk.
Mokřady hrají důležitou roli i v životě obojživelníků, kteří v současnosti tvoří ve střední Evropě jednu z nejohroženějších skupin. V České republice je v různém stupni ohrožení odhadem až 90 % druhů. Jejich zranitelnost je dána mimo jiné úzkou vazbou na vodní prostředí a jeho blízké okolí. Ze zástupců lze jmenovat mloka skvrnitého, jehož biotopem jsou vlhké listnaté a smíšené lesy středních poloh. Pro rozmnožování potřebuje pomalu tekoucí potůčky, tůně a studánky s čistou vodou, ve kterých se vyvíjejí jeho larvy. Jako další známý (a také tzv. deštníkový) druh je možné zmínit rosničku zelenou, často spojovanou s krajinou českého venkova, která z něj ale také dosti rychle mizí.
Z hlediska biodiverzity jsou v kontextu střední Evropy velmi zajímavá rašeliniště, ta zde totiž představují cenné reliktní ekosystémy, kde dosud žije mnoho vzácných druhů rostlin i živočichů vývojově z doby ledové nebo raných fází holocénu. Jako příklad lze zmínit břízu trpasličí, ostružiník morušku, žluťáska borůvkového nebo střevlíka Menetriesova. V České republice jsou takovým jedinečným ostrovním ekosystémem např. Šumavská rašeliniště, kde můžeme nalézt reliktní populace asi 25 druhů motýlů a také pozoruhodné populace vážek, brouků a chrostíků. Oblast je rovněž důležitým stanovištěm pro tetřeva hlušce a tetřívka obecného.
V letech bohatších na srážky vznikají na polích efemérní polní mokřady. Ty představují v intenzivně obhospodařované krajině refugium biodiverzity – při vhodných podmínkách se „probudí“ spící semena rostlin ze semenné banky v krajině, záhy se objeví lupenonozí korýši a obojživelníci, kteří přitáhnou zájem táhnoucích ptáků – např. bahňáků.

### Význam pro krajinu a klima
Mokřady plní důležité funkce v krajině – jinými slovy poskytují ekosystémové služby. Tou asi nejzřetelnější je schopnost zadržet v krajině vodu – kupříkladu mokřad o ploše pouhých 10 m2 dokáže zadržet až 9000 litrů vody. Díky postupnému výparu vody zpět do ovzduší  pak mokřady příznivě ovlivňují lokální klima – ve dne ochlazují vzduch, zvyšují vlhkost, a v noci při kondenzaci vodní páry zpět na vodu dochází k uvolňování skupenského tepla. Evapotranspirace takto snižuje amplitudu denního chodu teplot.
Ačkoli byly mnohé úpravy poříčních ekosystémů, regulace a ohrazování řek často motivované snahou zamezit záplavám, dnes je již známo, že nejlepší ochranou proti povodním je nechat řeku rozlévat ve volné krajině, do mrtvých ramen a lužních lesů, a bránit rozlivům jen v sídlech. Záplavy v říčních nivách navíc zlepšují úrodnost půdy a biodiverzitu zdejších ekosystémů. Schopností zadržet přívalové deště a zmírnit povodňové vlny vyrovnáváním průtoku v povodí řek a evapotranspirací se projevuje pozitivní efekt mokřadů na krajinu a klima. Navíc mokřady posilují podzemní vodu.
Díky anoxickým podmínkám a vlhku, které zde panuje, dochází v mokřadech přirozeně k sekvestraci uhlíku. Světové mokřady proto představují významné propady uhlíku. Díky schopnosti filtrace také zlepšují kvalitu vody.
Obecně lze říci, že mokřady přispívají ukládáním uhlíku ke zmírňování klimatické změny a vykazují tedy mitigační efekt. Zároveň však klimatická změna mokřady silně ovlivňuje a ohrožuje, v tomto kontextu se pak hovoří o jejich schopnosti adaptace na změnu klimatu. Dopady klimatické změny na mokřadní ekosystémy jsou umocňovány jejich strukturálním poškozením.
Ovšem snižování emisí síry bude zvyšovat emise methanu z mokřadů.

### Další funkce
Mnohé oblasti, jako rozkvetlé mokřadní louky, lužní lesy, nebo rozlité meandry řek jsou lákavým cílem pro turisty.
Je vhodné zmínit také jejich hodnotu estetickou, či vzdělávací (naučné stezky, vzdělávání veřejnosti, probíhající vědecké výzkumy...).   
Pro výše zmíněné důvody jsou mokřady považovány za jeden z nejvýznamnějších ekosystémů na světě. Současně se ale jedná o jeden z nejohroženějších.

## Ubývání mokřadů
Mokřady dříve tvořily asi 6 % souše. Podle odhadů z přelomu 80. a 90. let 20. století jich asi polovina zmizela vybagrováním, zavezením zeminy, odvodněním, tvorbou příkopů. Jiné zanikly znečištěním. V České republice došlo mezi lety 1950 a 2018 ke ztrátě zhruba 950 tisíc ha mokřadů.
Ve snaze upozornit veřejnost na význam mokřadů v krajině se Český svaz ochránců přírody rozhodl zahájit kampaň Naše mokřady, který si klade za úkol vyhledávání a mapování drobných mokřadů, jejich praktickou ochranu a popularizaci problematiky.

## Ochrana mokřadů
Na mezinárodní úrovni zaštiťuje ochranu mokřadů tzv. Ramsarská úmluva (Úmluva o mokřadech majících mezinárodní význam především jako biotopy vodního ptactva). Vyhlášena byla v íránském městě Rámsar 2. února 1971. Ramsarská úmluva je první celosvětová mezivládní úmluva na ochranu a moudré využívání přírodních zdrojů, a zároveň jediná úmluva, chránící určitý typ biotopu.Tento den (2. únor) byl pak stanoven jako Světový den mokřadů a každoročně připomíná, proč je potřeba tyto ekosystémy chránit. Na plnění závazků z dohody plynoucí pro Českou republiku (přistoupila 1. ledna 1993) dohlíží Český ramsarský výbor.
V České republice probíhal v letech 2014–2017 projekt Ministerstva životního prostředí „Ochrana a udržitelné využívání mokřadů České republiky“. V rámci něj se uskutečnil rozsáhlý ekologický průzkum mokřadů. Jeho cílem bylo zmapovat současný stav českých ramsarských mokřadů a jejich biodiverzity, navrhnout opatření pro jejich vhodný management, a také vzdělávání a šíření povědomí o významu a fungování mokřadů. Výstupem je mimo jiné vznik online databáze mokřadů České republiky na portálu Agentury ochrany přírody a krajiny ČR, která umožňuje vyhledávat mokřady na interaktivní mapě a také zjišťovat výskyt druhů živočichů a rostlin. Databáze obsahuje (k roku 2022) 2073 mokřadů.
Agenda obnovy retenčních schopností krajiny se stává předmětem řady koncepčních dokumentů a strategií, přijímaných i na úrovni Vlády České republiky. Ekosystémové služby, které mokřady krajině poskytují, dochází většího pochopení a uznání, a jsou také již lépe vyčísleny. K obnově ale dochází i nevhodným způsobem.

## České ramsarské mokřady
Mokřady, které jsou chráněny v rámci Ramsarské úmluvy (a tudíž splňují kritéria z  hlediska biodiverzity, ekologie, botaniky, zoologie, limnologie nebo hydrologie) se nazývají ramsarské mokřady. Česká republika má na Seznamu mokřadů mezinárodního významu zařazeno celkem 14 oblastí, a sice:
- Šumavské slatě
- Třeboňské rybníky
- Novozámecký a Břehyňský rybník
- Lednické rybníky
- Krkonošská rašeliniště
- Litovelské Pomoraví
- Poodří
- Mokřady dolního Podyjí
- Mokřady Liběchovky a Pšovky
- Podzemní Punkva
- Třeboňská rašeliniště
- Krušnohorská rašeliniště
- Rašeliniště Jizery
- Pramenné vývěry a rašeliniště Slavkovského lesa

## Světové mokřady
Vysoký podíl mokřadů najdeme v boreální zóně a tundře či také v tropickém a subtropickém pásu v okolí velkých řek.
Mezi největší světové mokřady patří mokřadní lesy v povodí řeky Amazonky a rašeliniště Západosibiřské nížiny, které svou rozlohou přesahují 1 milion km2. První zmíněná oblast je rozlehlý aluviální mokřad, významný svou vysokou biodiverzitou. V Západosibiřské nížině se pak nacházejí rozsáhlá rašeliniště, která jsou významná z hlediska sekvestrace uhlíku a regulace toku severských řek do Arktického oceánu.
Z dalších větších mokřadních oblastí (rozloha 100 000 – 400 000 km2) lze zmínit například: nížinu Hudsonova zálivu, Pantanal v Jižní Americe, povodí řeky Mackenzie, řeky Kongo, řeky Mississippi, Nilu a kotlinu Čadského jezera.